# جون سيجان
جون سيجان (بالإنجليزية: John Cygan)‏ مواليد 27 أبريل 1954 في نيويورك، نيويورك، الولايات المتحدة - الوفاة 13 مايو 2017 في لوس أنجلوس، كاليفورنيا، الولايات المتحدة، هو ممثل وكوميدي أمريكي بدأ مسيرته الفنية سنة 1990. امتدت مسيرته الفنية لأكثر من 27 عاما.

## الأعمال

### مسلسلات
- بيكر
- بن 10
- دياجنوسيز: موردر
- فرايجر
- العائلة الحديثة
- إن واي بي دي بلو
- القاضية إيمي
- العرض العادي
- الدرع
- الملفات الغامضة

### ألعاب فيديو
- بروكين إيج
- كول أوف جوريز: بوند إن بلود
- كول أوف جوريز: غانزلنغير
- كول أوف جوريز: ذا كارتيل
- ديد آيلاند
- فاينل فانتازي 15
- جراند ثفت أوتو V
- هيلو 4
- مافيا 2
- مافيا 3
- ميتال غير سوليد 2: سنز أوف لبرتي
- نينجا غايدن 3
- برنس أوف بيرشيا: ذا فورجتن ساندز
- اسبك أوبس: ذا لاين
- حرب النجوم: فرسان الجمهورية القديمة
- ذا بنيشر

## روابط خارجية
- جون سيجان على موقع IMDb (الإنجليزية)
- جون سيجان على موقع روتن توميتوز (الإنجليزية)
- جون سيجان على موقع ألو سيني (الفرنسية)
- جون سيجان على موقع تيرنر كلاسيك موفيز (الإنجليزية)
- جون سيجان على موقع أول موفي (الإنجليزية)
- جون سيجان على موقع قاعدة بيانات الأفلام السويدية (السويدية)
- جون سيجان على موقع قاعدة بيانات الفيلم (الإنجليزية)
- جون سيجان على موقع كينوبويسك (الروسية)